# Lindfors–Bosjöns Järnväg
Lindfors–Bosjöns Järnväg var en smalspårig järnväg i östra Värmland.

## Bakgrund
En brukspatron i östra Värmland bestämde sig i början av 1900-talet för att anlägga en smalspårig järnväg. Den skulle gå från Bosjön till Lindfors vid Bergslagsbanan, ca 3 mil söderut. Förutom att transportera gods längs banan, hade han också en större vision: att skapa en standard för små, enkla och billiga skogsbanor. Syftet var att minska ojämlikheter i transportmöjligheter för mellansvenska och norrländska glesbygder.
Visionärens namn var Albert Bergström och han kallade sitt koncept Skogsbana. Vid juletid 1913 stod en bana med 600 mm spårvidd mellan Lindfors och Bosjön (Lindfors-Bosjö Järnväg, eller Lindfors-Bosjöbanan, LBB) färdig för trafik. Bergströms tänkta standard inkluderade såväl lätt spår och smal banvall som enkla fordon och trafik. Vitsen var att kunna hålla kostnaderna för anläggning och underhåll nere.
Något som dock inte blev så anspråkslöst var stationshuset i Bosjön. Byggt i två våningar av tegel innehöll det banexpedition, samlingslokal, lokförarlägenhet och väntsal, och var av imponerande design. Kanske var det Bergström själv som var arkitekten.
Folket som bodde kring banan var entusiastiska över att få denna transportmöjlighet genom sina bygder. Många blev också aktieägare i bolaget. Bergström var en välvilig själ som ofta hjälpte människor i ekonomisk nöd. Han var också mån om att aktieägarna skulle få bästa möjliga utdelning av sina investeringar.

## Bandata
- Spårvidd 600 mm
- Banans längd i huvudspår 29,7 km
- Ballastens krönbredd 1,1 m
- Banvallens krönbredd 2 m
- Minsta kurvradie, huvudspår 100 m
- Minsta kurvradie, sidospår 35 m
- Största lutning, promille 18,4
- Minsta avstånd S-kurva 10 m
- Rälslängd 7 m
- Rälsvikt 8 kg/m
- Rälshöjd 65 mm
- Slipers per rälslängd 12 st
- Sliperslängd 4-6 fot (1,2-1,8 m)
- Sliperstjocklek 12 cm
- Rälsspiks längd 3,5 / 5 tum (8,7 / 12 cm)

## Rullande materiel

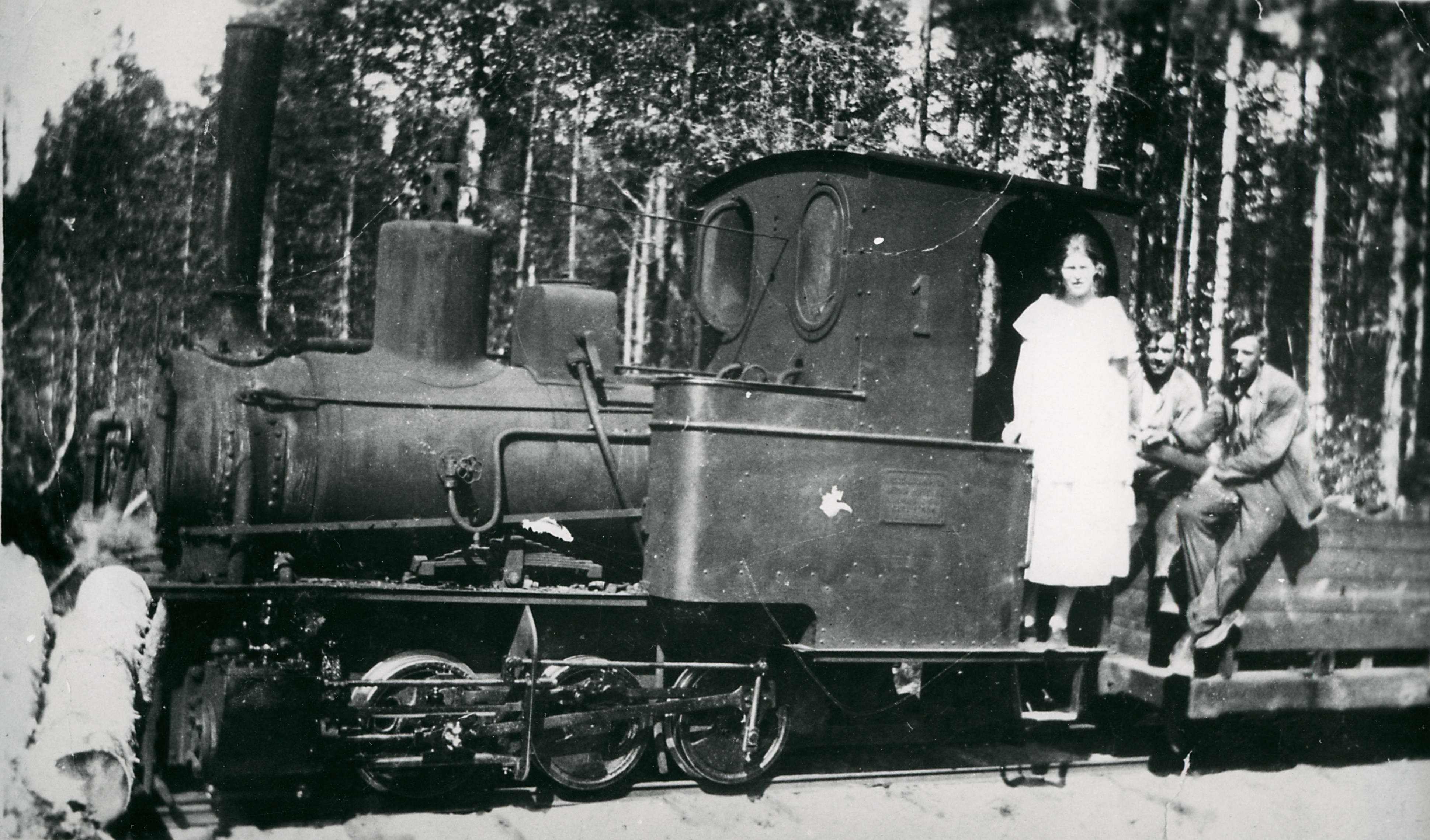
Petter, Nr. 1, O&K N° 5672/1912

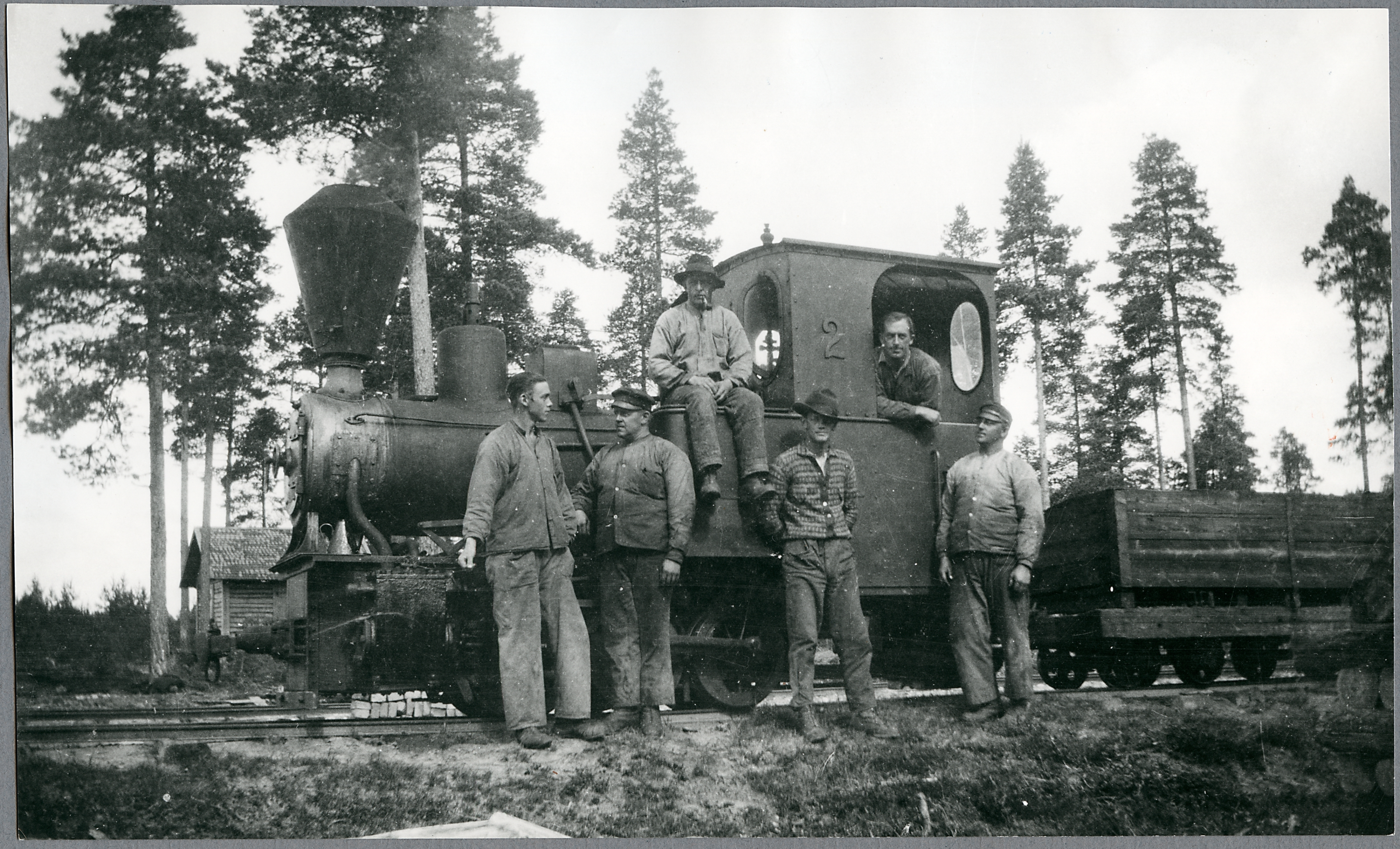
Lotta, Nr. 2, O&K 7300/1915

Vid LBB fanns två ånglok, båda treaxliga av fabrikat Orenstein & Koppel. Det första, kallat Petter, skaffades till banbygget. Det var intensivt använt för trafiken tills det skrotades 1928. Lok nr 2, Lotta, var några år yngre än Petter och hade därför förfinats något tekniskt. Lotta lämpade sig därför mycket väl för Bergströms skogsbanekoncept.
De första fordonen utgjordes av tippvagnar samt flak- och timmervagnar. Bergström tyckte dock de var underdimensionerade för den sortens trafik. Han designade därför snart en egen, unik boggikonstruktion. Dessa var fjädrade och kunde därför klara större påfrestningar. Dessa, samt utvecklade varianter, kom snart att användas i samtliga fordon på LBB.
Vanligast var olika slags flakvagnar. Dessa kunde ha stakar för timmertransport på längden eller för massaved på tvären, liksom pålagda skymmen för koltransporter. Ett antal boggier hade också broms.
LBB kom att få fyra personvagnar efter varandra, trots att persontrafik egentligen inte fick förekomma - man fick färdas "på egen risk". Den första byggdes 1914 och följdes av en ny 1917, då den gamla fick bli godsfinka. Den tredje byggdes 1925, baserad på en flakvagn. Den fjärde var en i slutet av 1930-talet ombyggd motordressin, som var ganska enkel. Denna motordressin var med sin släpvagn ett tidigare, överambitiöst projekt för banans persontrafik.

## LBB och gods
Vid Bosjön fanns fram till slutet av 1800-talet en masugn och en stångjärnshammare. Dessa lades dock ner innan LBB kom till. Under banans tidiga år var därför ett sågverk, ett snickeri och ett träsliperi de främsta godskunderna.
Den främsta inkomstkällan i området var skogen. Ur den producerades timmer, massaved, gruvstöttor, tändsticksved och framförallt kol. Längs hela LBB fanns lastageplatser för de skogsprodukter som med tågen fördes till BJ. På ett par platser gjordes till och med försök med automatisk lastning av timmervagnar från flottleder.
Under banans senare period, när Uddeholmsbolaget ägde den, var det främst timmer, ved och kol som transporterades. Under banans hela existens transporterades dock även mycket styckegods för privatpersoner.

## Nedgång
1917 ville inte Albert Bergström längre stanna kvar i Bosjön. Han sålde bruket och sin andel i LBB till hugade intressenter. Inom några år försattes bolaget i konkurs och banan låg i princip oanvänd. Ett nytt trafikbolag bildades 1923 men hamnade snart i ekonomiskt trångmål. Efter ett antal år med sporadisk, privat användning, köpte Uddeholmsbolaget in banan på auktion. De kom att använda banan huvudsakligen för timmer- och koltransporter, men var egentligen inte speciellt intresserade av att hålla banan vid liv.
I början av 1930-talet revs den nordligaste delen, ner till Bosjöhammaren, upp. Därefter revs successivt alltmer av banan upp söderut och lades om till bilväg. På 1940-talet var det bara delen närmast Lindfors som fortfarande användes. Alla byggnader som tillhört banan revs också, inklusive det ståtliga stationshuset i Bosjön. 1949 fanns i princip inget kvar av banan, utom lokstallet vid Lindfors gård, innehållande Lotta. Hon hade ingenstans att ta vägen och skrotades på plats 1958.

## LBB idag
Genom initiativ av intresseföreningar i bygderna kring LBB, har en hel del platser skyltats längs den gamla banan. På flera håll, ställvis längs långa sträckor, är banvallen än idag klart synlig och möjlig att promenera eller t.o.m cykla. Långa sträckor är idag bilväg.
I Bosjön syns idag en del av banvallen och stationshusets kraftiga granitgrund. Norr därom finns grunderna efter träsliperiet, inklusive allra nordligaste delen av banvallen. Vid Lindfors gård syns grunden till lokstallet, liksom även stallgrunden invid Riksväg 63 och banvallen där. Fram till vintern 2004 fanns godsmagasinet i Lindfors också kvar, men är nu rivet.
Vid Lindfors gård har också ett monument byggts, bestående av vändskivan från Bosjön (som flyttades till Lindfors gårds lokstall 1930) med en Bergström-boggi placerad ovanpå. Under sitt plåttak står detta som ett minne över den lokala järnvägshistorien.
Hembygdsföreningen i Nyed har tagit hand om en del rullande materiel från såväl LBB som Blombacka bruksbana, och har lagt ut ett hundratal meter räls. Sommartid visas materielen där vid vissa tillfällen.